# Sclerothorax hypselonotus
Sclerothorax hypselonotus és una espècie d'amfibi temnospòndil que va viure al Triàsic inferior en el que avui en dia és Alemanya. Es diferencia de la resta de temonspòndils pel seu crani curt i molt ample i per les apòfisis espinoses allargades que formaven una cresta al llarg de l'esquena. Sclerothorax és un membre basal dels capitosaures, un gran clade de temnospòndils que va viure durant tot el Triàsic.